# Florian Schaarschmidt
Florian Schaarschmidt (* 17. August 1983) ist ein deutscher Volleyballspieler.

## Karriere
Schaarschmidt spielte in seiner Jugend Volleyball beim Berliner TSC. Seit 1999 spielte er im Juniorenteam des VC Olympia Berlin in der Regionalliga, in der Zweiten Bundesliga und 2002/03 auch in der Ersten Bundesliga. Danach wechselte der Zuspieler zum Zweitligisten VC Fortuna Kyritz. 2005 ging er zum Ligakonkurrenten Netzhoppers Königs Wusterhausen, mit denen er 2006 in die Erste Bundesliga aufstieg. Seit 2007 spielte Schaarschmidt bei der TSGL Schöneiche, zunächst sechs Jahre in der Zweiten Bundesliga und ab 2013 in der Dritten Liga.
Heute (2021) spielt Schaarschmidt mit der VSG Einheit Rüdersdorf in der Berlinliga.